# Proseniško
Proseniško je naselje v Občini Šentjur.

## Ribnik pri Blagovni
Severozahodno od naselja Proseniško se nahaja ribnik z otokom v katerem uspeva vodni orešek (Trapa natans). To je najbolj zahodno znano rastišče panonske vrste vodnega oreška v Sloveniji.